# 蘇哈諾韋
蘇哈諾韋（烏克蘭語：Суханове），是烏克蘭南部赫爾松州貝里斯拉夫區梅洛韦市镇内的村落。面積1.26平方公里，海拔高度64米，2001年人口416，人口密度每平方公里330.4人。